# Byfleet
Byfleet este o localitate în comitatul Surrey, regiunea South East, Anglia. Byfleet este o suburbie a orașului Woking, aflat la periferia Londrei. 